# ココチュ (寧王)
ココチュ（Kököčü, モンゴル語: Хөхчү, 中国語: 闊闊出, ? - 皇慶2年1月16日（1313年2月11日））は、モンゴル帝国の皇族で、第5代皇帝クビライ・カーンの庶子。『元史』などの漢文史料では寧王闊闊出、ペルシア語史料ではكوكچو Kūkuchūと記される。

## 概要
『集史』によると、ココチュの母親はモンゴル帝国建国の功臣であるボロクルの娘フシュチン（هوشیجینHūshījīn）であったという。フシュチンはクビライの妃（ハトゥン）たちの中では比較的身分が低く、フシュチンより生まれたココチュとアヤチはクビライの諸子の中でも扱いの低い存在であった。
至元12年（1275年）、ココチュは異母兄でありモンゴリアを統轄する北平王ノムガンの指揮下に入り、中央アジアを支配するカイドゥとの戦いに従軍した。ノムガンはカイドゥ軍を打倒するためにアルマリクへと急襲をかけたが、ソゲドゥの息子トク・テムルとモンケの息子シリギが叛乱を起こしノムガン・ココチュ兄弟とアントンを捕縛してしまった。ノムガン・ココチュはシリギらによってジョチ・ウルスのモンケ・テムルの下へ送られ、長く監禁状態に置かれることとなった。
至元21年（1284年）、クビライの下に帰還したココチュは第五ランクの寧遠王に封ぜられた。これはクビライの嫡子やフゲチ・アウルクチに比べるとランクの低い王号であったが、王号を与えられなかった同母兄のアヤチなどの庶子に比べれば好待遇であった。
大徳2年（1298年）冬、カイドゥ配下のドゥアは密かにモンゴリアに出兵しココチュ軍に攻撃を仕掛けたところ、宴会を開いて酩酊していたココチュ軍は応戦できず、唯一奮戦したコルクズ駙馬は捕らえられてしまった。カーンの処罰を恐れたココチュは数度の召喚にも応えずカーンの下に戻らなかったため、テムル・カーンはアジキを送ることでようやく参内させたという。
このココチュの怠慢からくる失態を契機として、モンゴリアにおける対カイドゥ戦線の司令官にカイシャン（後の第七代モンゴル皇帝）が起用された。これは当時実権を握っていたブルガン・ハトゥンによる次代カーンの有力な候補者の「厄介払い」という側面もあったが、カイシャンはカイドゥとの戦いで力闘奮闘することによって有力将軍・王侯の支持を得ることに成功した。
テムル・カーンが死去した際、ブルガン・ハトゥンは安西王アナンダを擁立しようと企んだものの、ブルガンの専横に反感を抱く官僚によってテムルの兄ダルマバラの遺児（カイシャン・アユルバルワダ）を擁立しようとする運動が起こった。ココチュはアユルバルワダに協力してブルガン・ハトゥンに対するクーデターを成功させたが、アユルバルワダとは別にカイシャンがモンゴリアにおいて諸王の支持を得てカーンに即位するため南下しようとしていた。
そこでココチュとヤクドゥはアユルバルワダに対しカイシャンに遠慮することなくカーン位に即くべきだと進言したが、アユルバルワダはこの意見を退けカイシャンにカーン位を譲ることとなった。カーンに即位したカイシャンは従来限られた人物にしか与えられなかった最高ランクの「一字王号」を頻発し、ココチュもまた「寧遠王」から最高ランクの「寧王」に封ぜられた。
至大3年（1310年）、ココチュはカイシャンに対して反逆を企んでいたことが発覚し、獄に下された。ココチュは処刑を免れたものの、ココチュの妻オルジェイは死を賜ることとなった。カイシャンが死去し、アユルバルワダが即位した後もしばらくココチュは存命であったが、皇慶2年（1313年）に入ってココチュは亡くなった。

## 子孫
- 寧王ココチュ（Kököčü ＞闊闊出/kuòkuòchū,كوكچو/Kūkuchū）
  - 寧王セチェクトゥ（Sečektü ＞薛徹禿/xuēchètū）
  - 寧王アドゥーチ（Adūči ＞阿都赤/ādōuchì）
    - 寧王フメゲイ（Hümegei ＞旭滅該/xùmiègāi）